# Marisela González
Marisela González, anche Maricella González (Pereira, 8 dicembre 1968), è un'attrice colombiana.

## Biografia
Marisela González nasce nella città di Pereira. Comincia la sua carriera come cantante in vari festival, entrando in seguito in un gruppo folclore che gira in tour per quasi tutta la nazione. È stata anche annunciatrice di stazioni radio e presentatrice. La sua prima apparizione in televisione è stata nel 1985 in Mi mujer es un conflicto, poi continua negli anni '90 con Adorable Monica. Nel 1996 partecipa a Guajira, dove interpreta Maria. Tra la fine degli anni 90 e i primi anni 2000 partecipa a Me muero por tí e Isabel me la velo; nel 2004 è tra il cast della telenovela Prisionera. Nel 2006 partecipa come concorrente all'edizione colombiana di Bailando por un sueño, in coppia con Emilio Rivas: vengono eliminati alla quarta puntata.
Nel 2010 partecipa ad alcuni episodi delle telenovele ¿Dónde está Elisa? e Perro amor. Nel 2011 e nel 2012 prende parte alle due stagioni della telenovela Grachi nel ruolo di Lolo Estevez, e come Calixta in Una maid en Manhattan.

## Filmografia

### Cinema
- Soldados en fortuna, regia di Roque Cameselle - cortometraggio (2002)
- Secreto de Cabaret, regia di Emilio Vega (2005)

### Televisione
- Mi mujer es un conflicto - serial TV (1985)
- Adorable Monica - serial TV (1990)
- Guajira - serial TV (1996)
- Me muero por tí - serial TV (1999)
- Isabel me la velo - serial TV (2001)
- Prisionera - serial TV, 150 puntate (2004)
- Decisiones - serial TV (2005)
- Los reyes - serial TV (2005)
- ¿Dónde está Elisa? - serial TV (2010)
- Perro amor - serial TV (2010)
- Una maid en Manhattan - serial TV (2011)
- Grachi - serial TV (2011-2012)
- Pasión prohibida - serial TV (2013)
- En Otra Piel - serial TV (2014)
- El señor de los cielos - serial TV (2016)
- Milagros de Navidad, 1 episodio - serial TV (2017)
- La doña - serial TV (2020)